# Höchstes Organisations-Patent der Verfassung des Großherzogtums Frankfurt
Das Höchste Organisations-Patent der Verfassung des Großherzogtums Frankfurt war die Verfassung des Großherzogtums Frankfurt von 1810.
Das Großherzogtum entstand als Modellstaat auf Initiative des französischen Kaisers Napoleon Bonaparte, der am 19. Februar 1810 einen entsprechenden Staatsvertrag unterzeichnete. Die Modellstaaten erhielten nach französischem Vorbild Verfassungen. Dabei handelt es sich um die ältesten kodifizierten Verfassungen in Deutschland.
Die Verfassung des Großherzogtums Frankfurt wurde am 16. August 1810 durch Fürstprimas Karl Theodor von Dalberg erlassen. Er orientierte sich dabei an der Verfassung des Königreichs Westphalen von 1807.
Die Verfassung beschreibt zunächst die Einbindung des Großherzogtums in die napoleonische Ordnung. Das Großherzogtum ist Teil des Rheinbundes (§ 2). Nachfolger des Fürstprimas als Großherzog soll Eugène de Beauharnais werden und die Krone beim Aussterben der Linie an das französische Kaiserhaus fallen (§ 4).
Eine Reihe von Modernisierungen des Rechtes werden kodifiziert. So wird die Leibeigenschaft aufgehoben (§ 13) und die Vorrechte des Adels vermindert (§ 14). Auch wird das metrische System eingeführt (§ 16).
Die Regierung soll aus drei Ministern gebildet werden, die für einzelne Fachressorts verantwortlich sind. Daneben bestand ein Staatsrat aus 9 Personen, dem die Minister und 6 ernannte Räte angehörten und dem der Großherzog vorstand (§§ 17–25). Beim Gesetzgebungsverfahren wirken ebenfalls die Ständeversammlung des Großherzogtums Frankfurt, das Parlament des Großherzogtums, und seine Ausschüsse mit (§§ 20–26).
Die verwaltungsmäßige Aufteilung des Großherzogtum wird in den §§ 29–36 beschrieben, die Grundsätze der Rechtspflege in §§ 37–40.